# تيلوريت الصوديوم
تيلوريت الصوديوم هو مركب تيلوريوم غير عضوي له الصيغة Na2TeO3. وهيو مادة صلبة بيضاء قابلة للذوبان في الماء وعامل اختزال ضعيف. ومادة وسيطة في استخلاص عنصر التيلوريوم.